# Tupinambis palustris
Espèce
Statut CITES
Tupinambis palustris est une espèce de sauriens de la famille des Teiidae.

## Répartition
Cette espèce est endémique de l'État de São Paulo au Brésil.

## Publication originale
- Manzani & Abe, 2002 : A new species of Tupinambis Daudin, 1803 from Southeastern Brazil (Squamata, Teiidae). Arquivos do Museu Nacional Rio de Janeiro, vol. 60, n. 4, p. 295-302.